# Jayac
Jayac település Franciaországban, Dordogne megyében. Lakosainak száma 188 fő (2022. január 1.). Jayac La Dornac, Paulin, Archignac, La Cassagne, Nadaillac és Borrèze községekkel határos.

## Népesség
A település népességének változása:
| Lakosok száma | 264  | 219  | 194  | 187  | 180  | 177  | 175  | 178  | 181  | 188  |
|               | 1968 | 1982 | 1990 | 2006 | 2013 | 2015 | 2017 | 2019 | 2020 | 2022 |